# Peter Dalglish
 (septembre 2020).
Pour les articles homonymes, voir Dalglish.
Peter Dalglish CM (né le 20 mai 1957), est le fondateur canadien de l'organisation caritative Street Kids International et un délinquant sexuel condamné. Jusqu'en 2015, il était le représentant national d'ONU-Habitat en Afghanistan. Il est actuellement en prison au Népal pour neuf ans, condamné pour le viol de deux jeunes garçons.

## Scolarité
Peter Dalglish est né à Londres, Ontario et a fréquenté des écoles catholiques. Il étudie à l'Upper Canada College à Toronto et est diplômé de l'Université de Stanford, puis de la Dalhousie Law School en 1983. Peter Dalglish est admis au Barreau en 1985.

## Travail
Peter Dalglish organise un transport aérien de vivres et de fournitures médicales du Canada vers l' Éthiopie en décembre 1984. L'expérience le convainc de quitter sa carrière juridique et de retourner en Afrique pour s'occuper d'enfants pauvres. Il se joint à l' Entraide Universitaire Mondiale du Canada (EUMC) afin de travailler au Darfour, où il organise des secours humanitaires pour les femmes et les enfants déplacés par une grave sécheresse et la famine.
En 1986, Peter Dalglish est réaffecté et dirige l'Opération de Transport Routier du Programme Alimentaire Mondial à Khartoum. Il convainc une école de formation technique belge de fournir aux enfants des rues une formation en mécanique automobile, financée par Bob Geldof de Band Aid.
La même année, Peter Dalglish met en place un service de coursier à vélo entièrement géré par des enfants des rues à Khartoum. Avec plusieurs vélos empruntés, il fonde Street Kids International. Les bénéfices initiaux permettent à l'organisation d'acheter plus de vélos.
Peter Dalglish fait fonction pendant un certain temps de secrétaire exécutif du Bureau des Services à la Jeunesse d'Ottawa, qui vient en aide aux jeunes Canadiens sans emploi. En 1994, Il est nommé premier directeur de Youth Service Canada, le corps des jeunes volontaires civils du gouvernement du Canada. En 2002, il est choisi comme conseiller technique principal pour le programme de l'ONU sur le travail des enfants au Népal. Dans ce rôle, il se concentre sur trois initiatives : renvoyer les enfants des orphelinats dans leurs familles ; traiter les enfants affectés par le VIH / SIDA ; et la formation en apprentissage.
À la fin des années 1980, Peter Dalglish, par l'intermédiaire de Street Kids International, organise la réhabilitation et l'équipement des écoles pour enfants du sud du Soudan dans le cadre de l'opération Lifeline et engage Emma McCune pour diriger le projet. Entre 2006 et 2010, il est directeur exécutif du South Asia Children's Fund, qui promeut l'éducation des enfants défavorisés de la région.
Peter Dalglish est conseiller principal et chef adjoint de la mission ONU-Habitat à Kaboul en Afghanistan, d' octobre 2010 à décembre 2014. En décembre 2014, il devient chef de la mission jusqu'à la fin de celle-ci en juillet 2015. À la suite de cela, il rejoint la Mission des Nations unies pour la Réponse d'Urgence à Ebola.

## Reconnaissance
En décembre 2016, Peter Dalglish est nommé membre de l'Ordre du Canada.

## Condamnation pour viol d'enfant
Le 8 avril 2018, Peter Dalglish est arrêté par la police népalaise du district de Kavre pour des allégations de viol d'enfants,. Après des semaines d'enquête, le Bureau Central d'Investigation du Népal (CIB) confirme que Peter Dalglish est accusé d'avoir violé deux garçons âgés de 12 et 14 ans. Ce dernier nie les accusations. Le 10 juin 2019, il a est déclaré coupable. Le 8 juillet 2019, il est condamné à une peine de prison, bien que la durée de sa peine varie selon les médias,,,.